# James Bidgood
James Alan Bidgood (* 28. März 1933 in Madison, Wisconsin, USA; † 31. Januar 2022 in New York City) war ein amerikanischer Kostümbildner, Fotograf und Filmemacher. Weltweit bekannt machte ihn sein einziger Film Pink Narcissus aus dem Jahr 1971, der bis heute als Meilenstein des künstlerischen Schwulenfilms und als einer der bedeutendsten Independentfilme gilt.

## Leben
Bidgood wurde 1933 als Sohn eines Hausmeisterehepaares in Madison, Wisconsin, geboren und hatte einen Bruder. Schon als Kind galt er als Einzelgänger und entwarf als Jugendlicher bereits erste Kostüme für das Schultheater. Mit 18 Jahren kam er nach New York City, weil er dort als Musicaldarsteller sein Glück versuchen wollte. Er spielte in einigen Off-Broadway-Produktionen mit und trat regelmäßig als Transvestit im legendären Club 82 in Manhattans East Fourth Street auf. Dort war er gleichzeitig auch als Kostümbildner tätig. Es folgte eine Tätigkeit als Schaufensterdekorateur und ein Studium an der Parsons School of Design. Auch war er als Kostümbildner des jährlichen New Yorker Mardi Gras angestellt, wo er opulente Kostüme erschuf. Geprägt war die Kunst von Bidgood als Filmemacher und Fotograf von den Ziegfeld Follies, den Folies Bergère und den Fotografien von George Quaintance, einem frühen Pionier der homosexuellen Aktphotographie in den USA in den 1920er Jahren, die er alle stark verehrte.
Eine eigene Karriere startete er als freier Fotograf zwischen 1963 und 1970. Er fotografierte vor allem männliche Akte, von denen viele in den sogenannten „Bodybuilder-Magazinen“ des Herausgebers Joe Weider veröffentlicht wurden, so in den Heften The young physique, Muscleboy, Demi-Gods und Muscle-Teens. Durch diese besonders kunstvollen Bilder gilt er heute als einer der bedeutendsten Fotografen der Schwulen-Fotografie des 20. Jahrhunderts. In dieser Zeit kam er auch zum ersten Mal mit dem Filmen in Berührung und drehte zwei Werbespots für den Schuhhersteller Capezio, in denen bereits etwas von seinem eigenwilligen, künstlerisch-avantgardistischen Stil zu erkennen ist. Die Kostüme, die er eigens für die Schuhkollektion entworfen hatte, die in dem Spot angepriesen wurde, sind heute im Museum of the City of New York zu besichtigen.
Sein Fotostudio, das sich in seinem eigenen Appartement befand, nannte er Les Folies des Hommes. Seine bekanntesten Modelle waren Johnny Coombs, Jay Garvin und vor allem Bobby Kendall, der sein Lebenspartner wurde und mit dem er von 1964 bis 1969 zusammenlebte.
Zusammen mit Kendall drehte er dann sechs Jahre lang den 1971 herausgebrachten heutigen Kultfilm Pink Narcissus, ein Meisterwerk „schwulen Kitsches“. Viele andere Filmprojekte wurden niemals realisiert, sodass Pink Narcissus der einzige Film Bidgoods blieb. Pink Narcissus wurde zu einem Klassiker des Experimentalfilms und des künstlerisch orientierten Schwulenfilms. Bidgoods Name blieb indes lange unbekannt: Da Sherpix, die geldgebende Firma, den Film eigenmächtig in die Kinos brachte und Bidgood aus Zeitgründen die Mitarbeit am endgültigen Filmschnitt verweigerte, wollte der Perfektionist Bidgood den Film nicht unter seinem Namen veröffentlicht wissen. Pink Narcissus trug daher im Abspann das Pseudonym „Anonymus“. Lange Zeit hielt man Andy Warhol für den Autor des Filmes, erst Mitte der 1990er Jahre wurde dann Bidgood als Autor des Filmes entdeckt.
Er fiel in eine tiefe Depression und zerstörte fast alle Negative und unveröffentlichten Filmszenen mit Bobby Kendall. Später arbeitete er wieder als Kostümbildner. Es harren noch einige Fotografien, darunter in den 1980er Jahren entstandene, der Veröffentlichung. Sein Werk ist in der Regel in opulenten Bildbänden greifbar. Bidgood trat nur selten öffentlich auf und es gibt wenige Aufnahmen von ihm; einige Interviews sind in Magazinen greifbar. Auftritte hatte er zumeist auf schwulen Galas oder Festivals. Er lebte in seinen letzten Jahren zurückgezogen und verarmt in New York City. Gelegentlich musste Bidgood Fotoaufträge annehmen, um auch im hohen Alter seinen Unterhalt zu bestreiten.
Bidgood starb Ende Januar 2022 im Alter von 88 Jahren, wie Freunde und Wegbegleiter auf diversen sozialen Netzwerken bekanntgaben, im Manhattan Hospital an den Folgen einer COVID-19-Erkrankung.

## Die Modelle von James Bidgood
Bidgood hat eine Reihe prominenter Modelle hervorgebracht. Auch wenn man über die Personen hinter dem Pseudonym nichts weiß, etwa ob diese noch leben oder wie sie richtig heißen, gelang es ihm, durch seine Fotos viele dieser jungen Männer zu Idolen der damaligen Zeit aufzubauen. Neben dem legendären Bobby Kendall waren das vor allem Jay Garvin, den er um 1963 in einem Transvestiten-Club kennenlernte, Johnny Coombs, Bruce Kirkman, Larry Perrier, Shane Davidson und vor allem Bruce MacNeill, der als der "zweite Bobby Kendall" galt und diesem tatsächlich ziemlich ähnlich sieht. Die Modelle sind dabei niemals vollständig nackt, sondern in sehr eng anliegenden Hosen oder bis zum Ansatz der Schambehaarung fotografiert; daher sind dies keine pornographischen Bilder. Die Forschung über James Bidgood wird in der Zeit nach seinem Tod, etwa aus dem Nachlass, neue Erkenntnisse über diese "Goldene Ära" des "Kitschy Glitz" hervorbringen müssen.
Das bekannteste Bild von Bidgood, das es auch in den Mainstream geschafft hat, ist ein auf einem Baumstumpf sitzender, Flöte spielender Pan bzw. Faun.

## Trivia
- Eine unabhängige Theaterkompanie in Los Angeles spielte 2010 vor fast leerem Haus das exzentrische Stück "Life on Mars: The James Bidgood Story", eine eigenwillige Umsetzung von Leben und Werk Bidgoods.
- 1999 wurde eine Dokumentation über James Bidgood gedreht mit dem Titel "Die schwulen Träume des James Bidgood", eine der wenigen Auftritte auf Zelluloid des Filmemachers.
- Am 28. März 2013 feierte er seinen 80. Geburtstag, doch die Presse in den USA "verschlief" dieses Ereignis, die Mainstream- sowie die Schwulenmedien.
- Oft wird Bidgoods Filmkunst auch mit der von Kenneth Anger, einem anderen großen Independent-Filmemacher mit schwulen Sujet verglichen. Doch Anger ist wesentlich bekannter und erfolgreicher geworden als Bidgood.
- Bidgood ist auch Autor des (noch) nicht aufgeführten Theaterstückes FAG – The pretty good life of Jimmy Bundle.

## Nachwirkung
Der Film, wie die gesamte, eigensinnige Schaffensweise Bidgoods, hat bis heute großen Einfluss auf das Werk diverser anderer Künstler.
Die Starfotografen David LaChapelle, Andy Warhol und Pierre et Gilles sind in der Avantgarde, die sie vertreten, stark von Bidgood beeinflusst. Auch viele zeitgenössische Musikvideos sind, ob bewusst oder unbewusst, von seiner Kunst beeinflusst.